# 綠珠

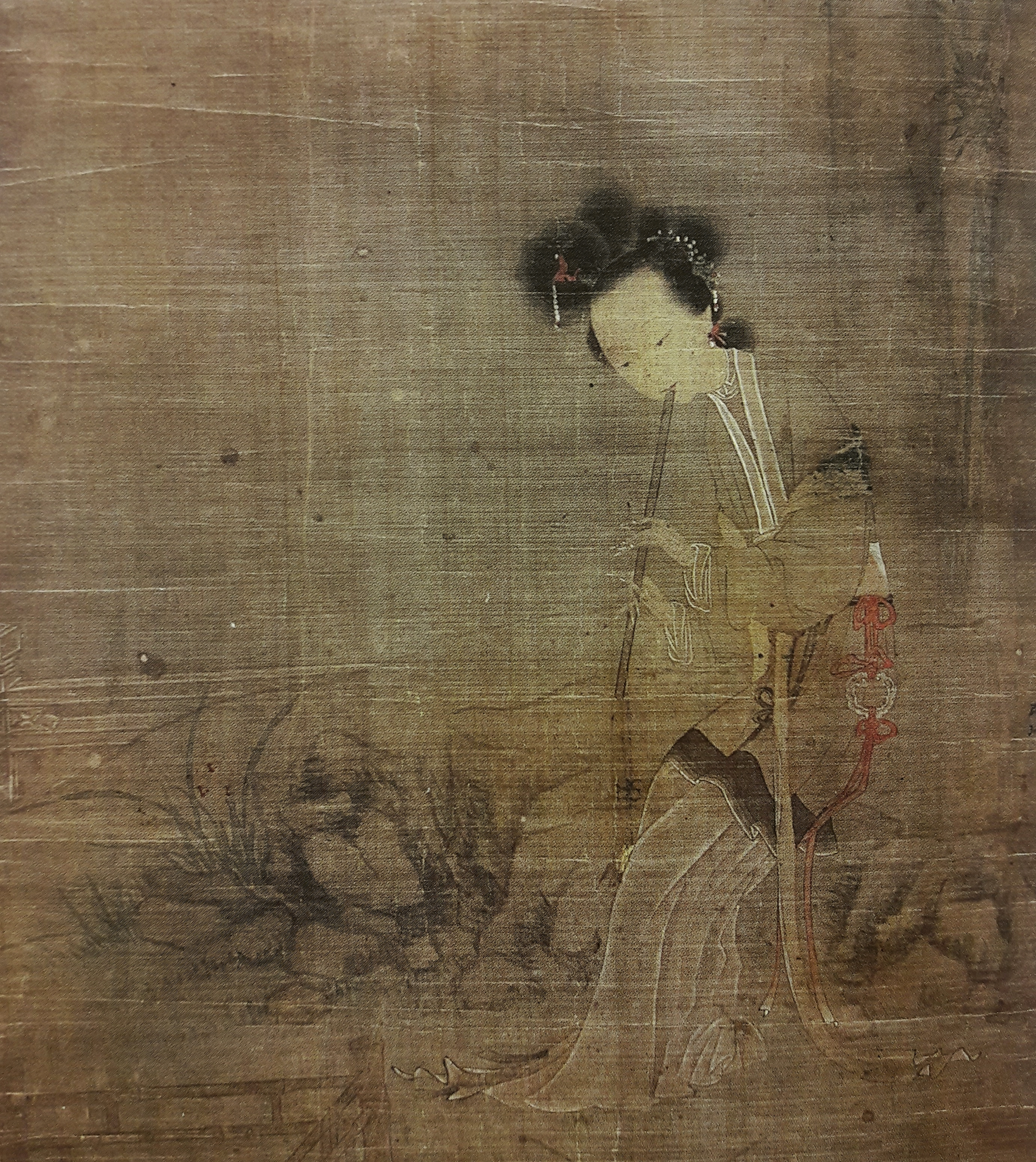
改琦绘綠珠像

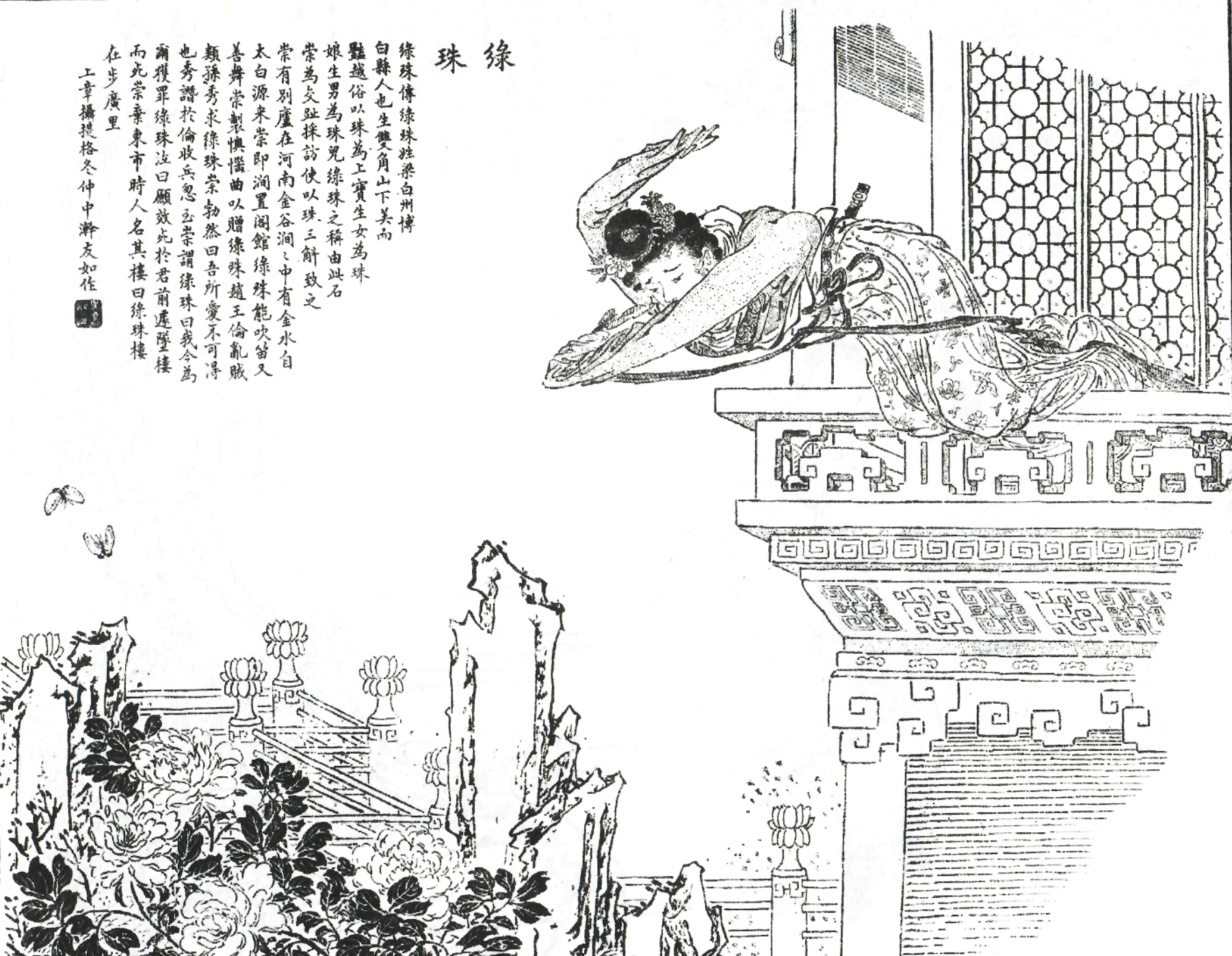
綠珠坠楼像，出自《古今百美圖》

綠珠（？—300年），白州博白（今廣西）人，晉朝人物。
生雙角山下。西晉石崇宠妾，“美而艳，善吹笛”。西晉太康年間，石崇出任交趾（今属越南）採訪使，路過博白，驚慕綠珠美貌，以三斛明珠買為家妓，並在皇都洛陽建造“金谷園”，石崇還在南皮（今古皮城遺址處）為綠珠建了梳妝樓。晉惠帝永康元年（300年），趙王司馬倫專權，其黨羽孫秀垂涎綠珠，向石崇索要綠珠，石崇拒絕。孫秀遂誣石崇與淮南王司馬允合謀討伐司馬倫，領兵圍金谷園收捕石崇，當時石崇正在大宴宾客，聞之对绿珠说：“我因你而获罪”，绿珠泣曰：“妾當效死君前，不令賊人得逞！”綠珠墜樓自盡。孫秀殺石崇全家。

## 衍生典故及诗词
- 權德舆《八音詩》：石崇留客醉，綠珠當座舞。
- 苏轼《水龍吟》：聞道嶺南太守，後堂深、綠珠嬌小。

### 金谷墮樓
- 李白《魯郡堯祠送竇明府薄華還西京》：君不見綠珠潭水流東海，綠珠紅粉沈光彩。綠珠樓下花滿園，今日曾無一枝在。[5]
- 杜牧《金谷園》：繁華事散逐香塵，流水無情草自春，日暮東風怨啼鳥，落花猶似墜樓人。

### 明珠換綠珠
- 喬知之《綠珠篇》：石家金谷重新聲，明珠十斛買娉婷。
- 蘇軾《南鄉子》：試問伏波三萬語，何如。一斛明珠換綠珠。

- 曹雪芹《红楼梦》中的《五美吟·绿珠》:瓦砾明珠一例抛，何曾石尉重娇娆？都缘顽福前生造，更有同归慰寂寥。

## 影視作品
- 《绿珠楼》，黃香蓮歌仔戲，陳聰明導演，陈宝惠编剧，黄香莲、易淑宽、陈小咪、廖丽君、吕福禄、康铭惠、高玉珊主演。1990年由中國電視公司播出。